# Homologenus asper
Homologenus asper is een krabbensoort uit de familie van de Homolidae. De wetenschappelijke naam van de soort is voor het eerst geldig gepubliceerd in 1983 door Zarenkov, in Zarenkov & Khodkina.